# Alison Gopnik

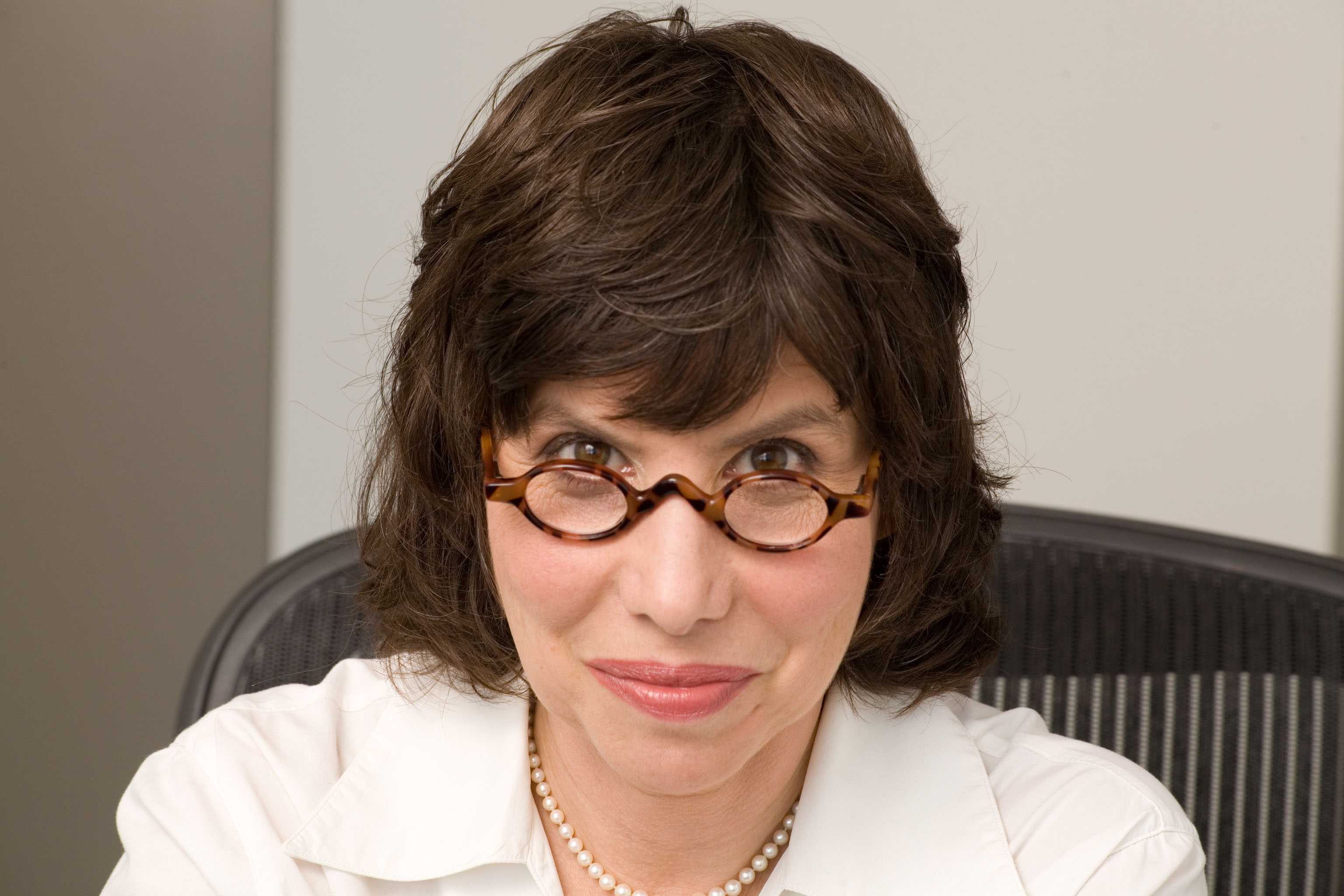
Alison Gopnik

Alison Gopnik (* 16. Juni 1955 in Philadelphia, Pennsylvania) ist eine US-amerikanische Psychologin.

## Leben und Werk
Alison Gopnik ist Professorin für Psychologie an der University of California, Berkeley. Sie ist bekannt für ihre Forschung auf dem Gebiet der kognitiven und sprachlichen Entwicklung, insbesondere des kausalen Lernens und der Theory of Mind. 
Nach ihrem B.A.-Abschluss 1975 an der McGill University erwarb Gopnik 1980 einen Ph.D. am Wolfson College der Universität Oxford. Sie arbeitete zunächst an der University of Toronto und folgte 1988 dem Ruf nach Berkeley.
2013 wurde Gopnik zum Mitglied der American Academy of Arts and Sciences gewählt. Für 2024 wurde ihr der Rumelhart-Preis zugesprochen, 2025 wurde sie zum Mitglied der National Academy of Sciences. gewählt.
Aus ihrer Ehe mit George Lewinski hat sie drei Söhne: den Hip-Hop-Jazz-Fusion Musiker Alexei Gopnik-Lewinski aka Lexxx Luthor, Nicholas Gopnik-Lewinski und Andres Gopnik-Lewinski. Alison Gopnik ist das älteste von fünf Geschwistern, darunter Blake Gopnik, Kunstkritiker der Washington Post und Adam Gopnik, Autor für The New Yorker.

## Veröffentlichungen (Auswahl)
- mit P. Kuhl und A. N. Meltzoff: Words, Thoughts, and Theories, Cambridge/London 1997.
- mit L. Schulz (Hrsg.): Causal Learning: Psychology, Philosophy and Computation, Oxford 2007.
- mit A. N. Meltzoff: The Scientist in the Crib: What Early Learning Tells Us About the Mind, deutsch: Forschergeist in Windeln: Wie Ihr Kind die Welt begreift, Piper, München 2003, ISBN 978-3-492-23538-9.
- The Philosophical Baby: What Children's Minds Tell Us About Truth, Love and the Meaning of Life, deutsch: Kleine Philosophen: Was wir von unseren Kindern über Liebe, Wahrheit und den Sinn des Lebens lernen können, Ullstein, Berlin 2009, ISBN 978-3-550-08788-2.
- Meltzoff, Andrew & Gopnik, Alison & Repacholi, Betty (2023): Toddlers' Understanding of Intentions, Desires, and Emotions: Explorations of the Dark Ages. DOI:10.4324/9781003417927-3.
- Goddu, M.K., Gopnik, A.: The development of human causal learning and reasoning. Nat Rev Psychol 3, 319–339 (2024). https://doi.org/10.1038/s44159-024-00300-5.